# 奧姆斯特德維爾 (紐約州)
奧姆斯特德維爾（英語：Olmstedville）是位於美國紐約州艾塞克斯縣的非建制地區。

## 歷史
奧姆斯特德維爾的郵局自1855年營運至今。

## 地理
奧姆斯特德維爾所處的海拔為高於海平面360米（即1181英呎），而該地所採用的時區為UTC-5，即北美东部时区（EST）。同時該地設有夏令時間，為UTC-5調快一小時，即UTC-4（EDT）。